# شیطان و خدا
شیطان و خدا (به فرانسوی: Le Diable et le Bon Dieu) نام نمایش‌نامه است که توسط ژان پل سارتر، فیلسوف اهل فرانسه در سال ۱۹۵۱ میلادی نوشته شده‌است.

## داستان
موضوع این نمایشنامه سرگذشت مردی است که می‌خواهد آزادانه اول «بدی» را و سپس «خوبی» را تجربه کند. پس نخست شیطان و سپس خدا را سرمشق خود قرار می‌دهد. اما بیهودگی این انتخاب را درمی‌یابد؛ زیرا کاری عبث است که در انزواء و به دور از جامعه صورت می‌گیرد. صحنه وقایع در آلمان دوره رنسانس می‌باشد در آن زمان که زمین‌داران با زمین‌داران و روستائیان با زمین‌داران می‌جنگند. گوتس، سردار جنگ، که فرزند حرام‌زاده مادری از طبقه اشراف و پدری از طبقه دهقان است، نخست تصمیم گرفته است که بدی کند؛ دست به غارت می‌زند و می‌جنگد و به یارانش خیانت می‌کند؛ ولی سرانجام بدی به نظرش یکنواخت می‌آید و از اینکه همواره باید رذالتهای تازه‌ای ابداع کند خسته می‌شود. در رویارویی با کشیشی که هاینریش نام دارد تصمیم می‌گیرد که از این پس خوبی کند و مرد مقدسی شود. اما انگیزه او عشق به بشر نمی‌باشد، بلکه میل رسیدن به جایگاه است…

## ترجمه به فارسی
- ش‍ی‍طان‌ و خ‍دا: ن‍م‍ای‍ش‍ن‍ام‍ه‌ در س‍ه‌ پ‍رده‌ و ی‍ازده‌ ت‍اب‍ل‍و، ترجمه ابوالحسن نجفی، انتشارات نیل۱۳۴۵
- ش‍ی‍طان‌ و خ‍دا: ن‍م‍ای‍ش‍ن‍ام‍ه‌ در س‍ه‌ پ‍رده‌ و ی‍ازده‌ مجلس، ترجمه ابوالحسن نجفی، انتشارات کتاب زمان۱۳۵۷
- شیطان و خدا، ترجمه علیرضا قدری، انتشارات آرمان نوباوه۱۳۹۹